# Danny Fernandes
Daniel Bosco Fernandes (n. Toronto, 16 de septiembre de 1985) es un cantante y compositor canadiense. Él es el hermano menor del artista canadiense Shawn Desman (Shawn Fernandes).

## Carrera
A los 16 años, Danny Fernandes ganó dos premios consecutivos en el concurso de baile anual de la CNE celebrado en la Escuela Pública Cherrytree (Ottawa, Ontario). Se convirtió en el miembro más joven del famoso grupo de baile de los Toronto Raptors y comenzó a aparecer regularmente como bailarín en los videos musicales.
Después de graduarse de la Escuela Pública Cherrytree, Danny empezó a tocar en los clubes de Europa (Alemania, Suiza y Austria), Fernandes firmó con la canadiense CP Records (Capital Prophet Records) y lanzó su álbum debut Intro. Aunque no es un gran éxito, el álbum llegó a ser # 55 en la carta de ventas de Canadá. Danny salió de gira como telonero para el grupo femenino Girlicious. 
Fernandes ha publicado cuatro singles de su álbum debut, incluyendo "Curious" con Juelz Santana, "Private Dancer" con Belly, "Never Again" y "Fantasy", "Fantasy" fue uno de los más exitosos y alcanzó el puesto # 25 en el Canadian Hot 100. "Private Dancer", se escuchó en el canal MuchMusic Countdown. "Fantasy" pasó más de 14 semanas en el programa de radio nacional, pero fue incapaz de alcanzar el canadiense Top 20. 
Aunque salieron de gira, Fernandes y Nichole Córdova, de Girlicious, ambas personas habían afirmado que han estado saliendo desde finales de 2008. Nichole y el resto de Girlicious aparecen en el vídeo musical de Fernandes "Fantasy".
Fernandes fue también juez en el programa de televisión Karaoke Star Jr. junto a Tara Oram.

## Discografía

### Álbumes de estudio
| Año  | Información | Canada |
| ---- | --- | ------ |
| 2008 | Intro - Primer álbum de estudio - Lanzamiento: 14 de octubre de 2008 - Sello: CP Records - Formato: CD          | 55     |
| 2010 | AutomaticLuv - Segundo álbum de estudio - Lanzamiento: 2 de noviembre de 2010 - Sello: CP Records - Formato: CD | -      |

### Sencillos
| Año  | Título                          | Posición | Álbum        |
| Año  | Título                          | CAN      | Álbum        |
| ---- | ------------------------------- | -------- | ------------ |
| 2008 | "Curious" (feat. Juelz Santana) | 65       | Intro        |
| 2008 | "Private Dancer" (feat. Belly)  | 32       | Intro        |
| 2008 | "Fantasy"                       | 25       | Intro        |
| 2009 | "Never Again"                   | 44       | Intro        |
| 2009 | "Addicted"                      | 49       | Intro        |
| 2010 | "Automatic" (feat. Belly)       | 41       | AutomaticLuv |

### Colaboraciones
| Año  | Título                                 | Posición | Álbum |
| Año  | Título                                 | CAN      | Álbum |
| ---- | -------------------------------------- | -------- | ----- |
| 2010 | "Passenger" (DY feat. Danny Fernandes) | -        | TBA   |

### Tours
- 2008/2009: The Girlicious Tour (Danny Fernandes opening act)
- 2009: Fantasy Tour
- 2009: The R.O.O.T.S. Tour (Danny Fernandes opening act)
- 2010: SodaPOP 2010: Emily Osment Tour (Danny Fernandes opening act)